# رویی ال. ریس
رویی ال. ریس (انگلیسی: Rui L. Reis؛ زادهٔ ۱۹ آوریل ۱۹۶۷) دانشمند در زمینهٔ مهندسی پزشکی اهل پرتغال است.